# Kutja

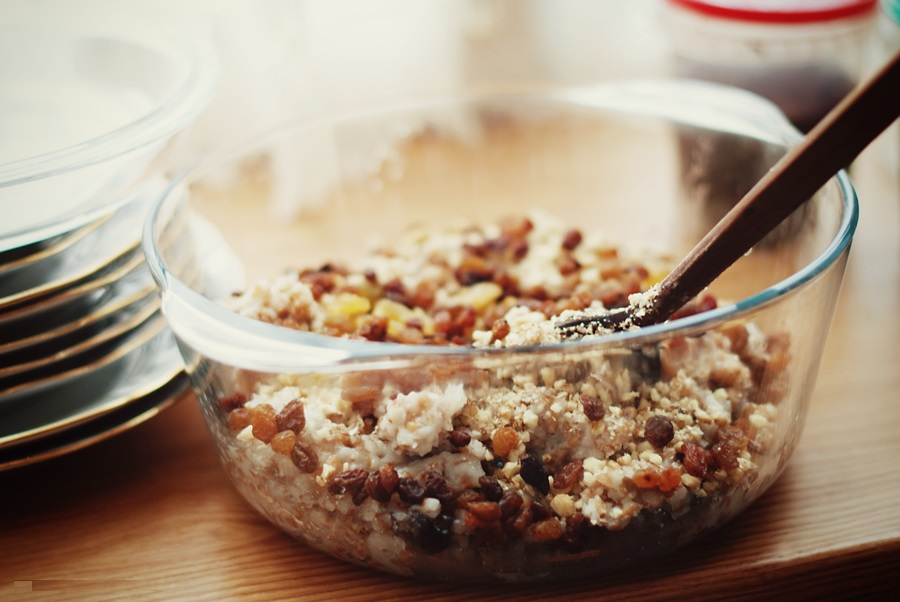
Kutja

Kutja är en slavisk julgröt gjord på bär, russin, honung, vallmofrön och vete.
Man lagar den tre gånger: på julafton – "Багата кутя", före det gamla nyåret – "Щедра кутя", och på tröskeln till trettondagen – "Голодна кутя". Den fjärde sorten – "Чорна кутя" är en rituell maträtt på likvaka som utspädd med koliva; den är avsedd för de döda. Uppsättningen av ritualer förknippade med kutja vittnar om kopplingen till familjen och förfäder som tar hand om skörden.